# Abbaye de Fontmorigny à Nevers
Pour les articles homonymes, voir Abbaye de Fontmorigny.
L'abbaye de Fontmorigny à Nevers est un édifice catholique situé à Nevers, en France.

## Localisation
Son adresse est  14 rue Fontmorigny.

## Historique
C'est une ancienne abbaye du XVe siècle, située rue Fontmorigny, qui hébergeait les prêtres rapportant les produits des vignes des alentours de Nevers.
L'abbaye Notre-Dame de Fontmorigny, située dans le département du Cher, près de Torteron, dépendait autrefois du comté du Nivernais. Dès 1274, les moines de cette abbaye cistercienne possédaient dans cette rue une grande maison où ils pouvaient se réfugier en cas de danger.
Ce bâtiment, construit au XVe siècle, avec tourelle d'escalier en vis à l'arrière, s'élève sur des caves voûtées d'ogives. Celles-ci servaient de dépôt des mesures et de lieu de paiement pour les droits de mesure de l'abbaye. Elles pouvaient également recevoir la vendange des vignes que les religieux possédaient dans les environs de Nevers, à la Pisserote et aux Montapins. (source : "Cheminement piéton de la Ville de Nevers").

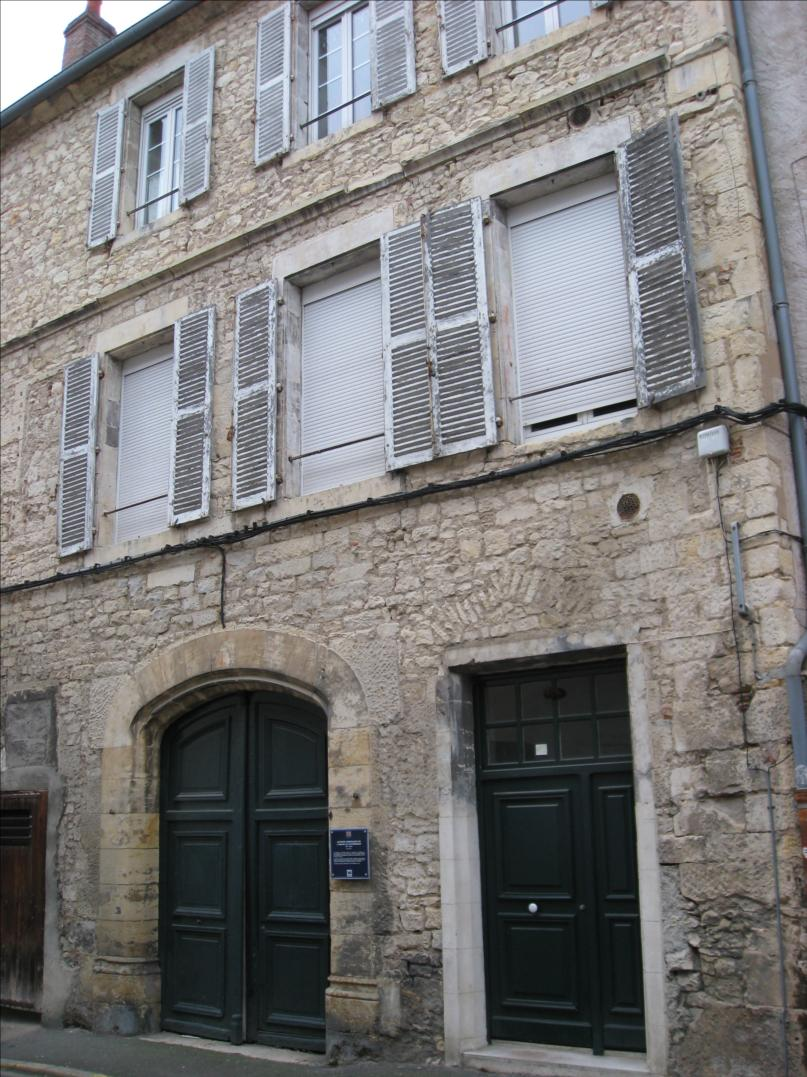
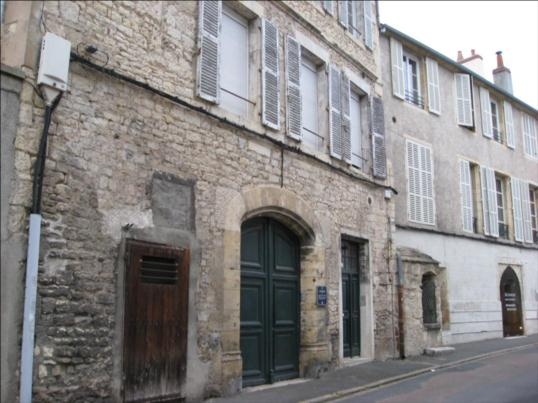
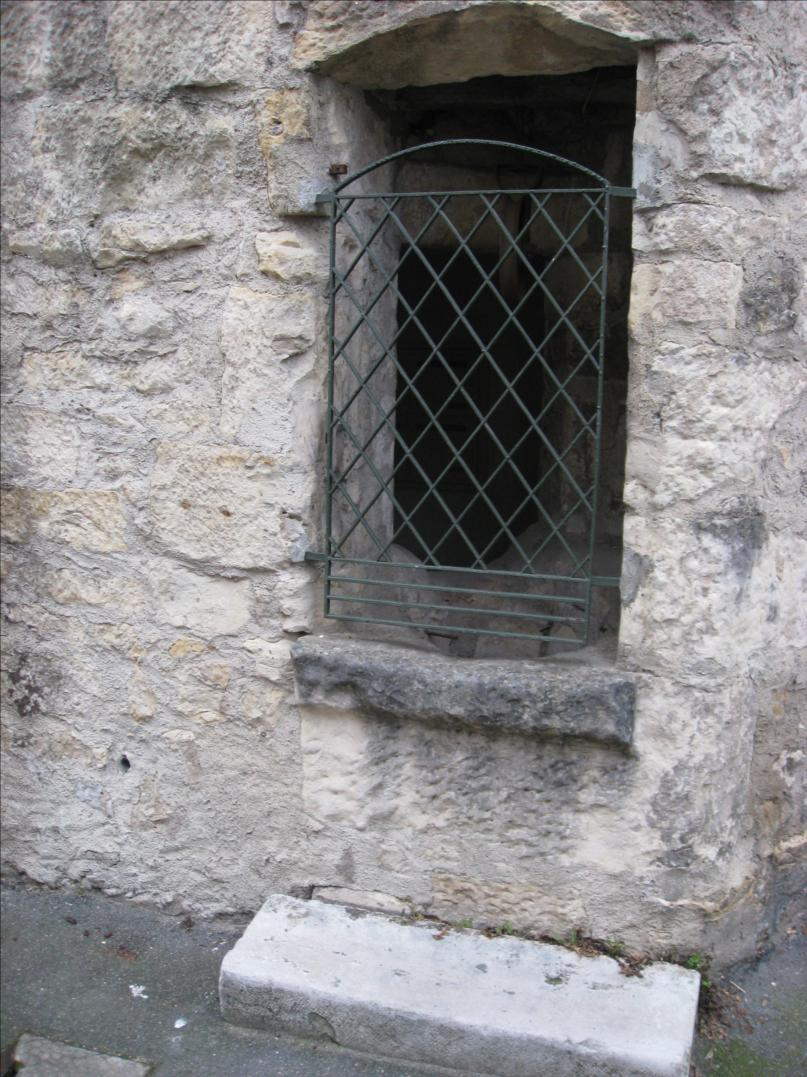

La tourelle d'escalier et la cave voutée sont inscrites aux Monuments historiques par arrêté du avril 1946.